# Rosyth

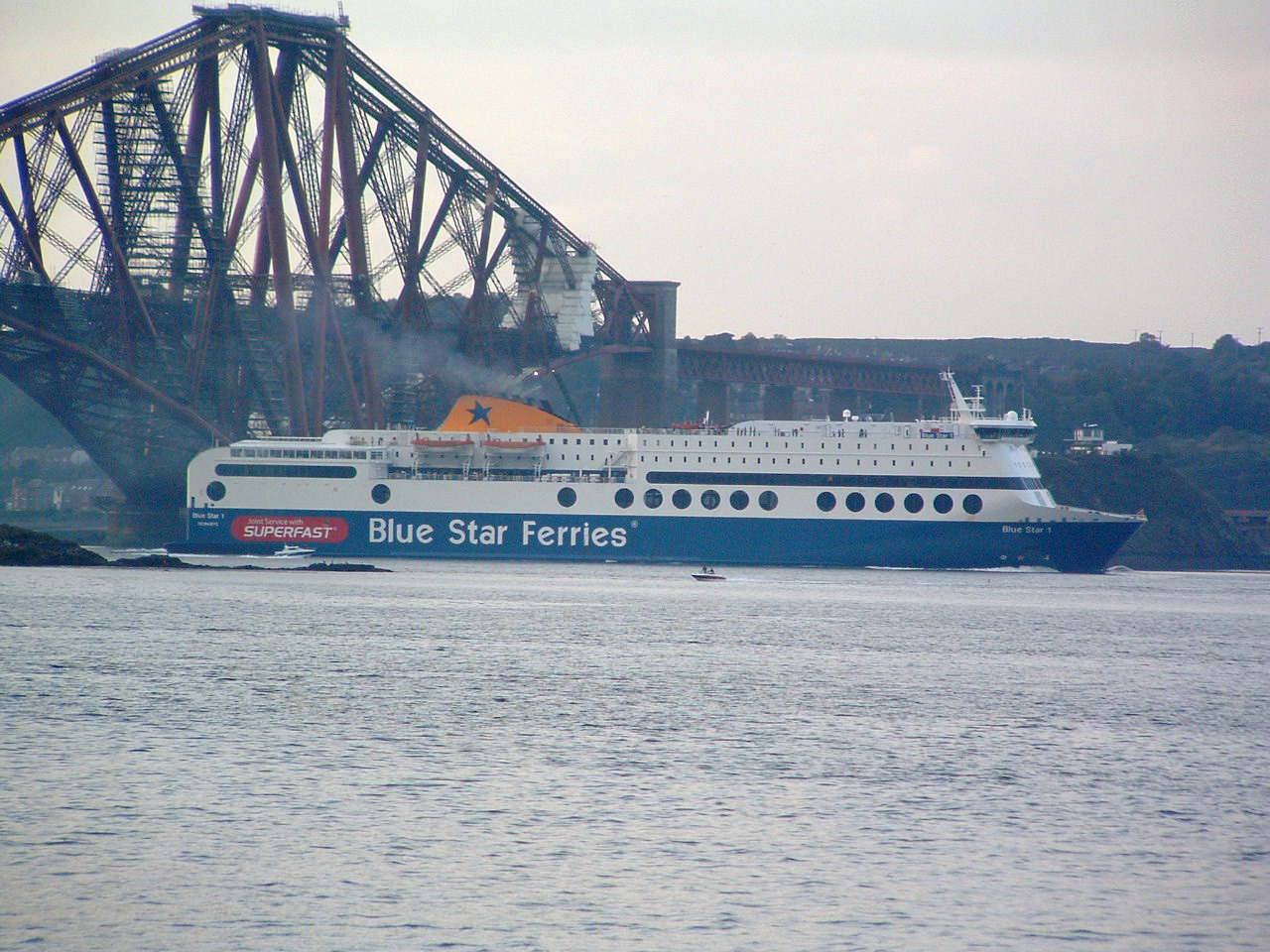
Prom Blue Star 1 przechodzący pod mostem kolejowym Forth Bridge w zatoce Firth of Forth, w drodze z Rosyth do Zeebrugge.

Rosyth (gael. Ros Saidhe lub Ros Saoithe) – miasto w Szkocji, w hrabstwie Fife, położone nad zatoką Firth of Forth, ok. 1,6 km na południe od Dunfermline i ok. 19 km na północ od Edynburga. Jako jedyne szkockie miasto posiada bezpośrednie połączenie promowe z kontynentem (z Zeebrugge w Belgii).
Jest znane głównie ze stoczni, która została założona w 1909 i należała do Royal Navy do czasu prywatyzacji w 1997 (zarząd stocznią oddano w ręce prywatne w 1987). 
Rosyth było znane jako baza Royal Navy. Podczas II wojny światowej stacjonowały tam także polskie jednostki (m.in. niszczyciele Burza, Błyskawica i Grom po wykonaniu Planu Peking oraz ORP Orzeł po ucieczce z Tallinna). Koszary bazy nosiły nazwę okrętu HMS „Cochrane”. Jako aktywna baza była wykorzystywana do 7 listopada 1995 roku, kiedy opuściły ją ostatnie bazujące tam niszczyciele min, a ostatecznie zamknięta została z przyczyn oszczędnościowych w marcu kolejnego roku. Obecnie w byłej bazie przebywa jedenaście atomowych okrętów podwodnych wycofanych ze służby.